# The Dominion Post
The Dominion Post ist mit einer Auflage von 94.600 Exemplaren (2008) die zweitgrößte Tageszeitung von Neuseeland und versorgt von Wellington aus den Großraum Wellington bis hin zur Mitte der Nordinsel Neuseelands. Die durchschnittliche Leserzahl betrug im Jahre 2008 rund 243.000.

## Geschichte
Die Dominion Post entstand am 8. Juli 2002 aus der Verschmelzung der in Wellington ansässigen The Evening Post (1865) und The Dominion (1907).

### The Evening Post
The Evening Post wurde am 8. Februar 1865 von Henry Blundell (1813–1878), der 27 Jahre lang in Dublin für den Dublin Evening Mail gearbeitet hatte, in Wellington gegründet. Blundell kam 1861 erstmals nach Neuseeland, arbeitete anfänglich für die Lyttelton Times in Christchurch und nach seiner zweiten Einreise 1863 für die Otago Daily Times in Dunedin und versuchte 1864, mit zwei seiner Söhne (John und Henry) und seinem Partner David Curle mit dem Havelock Mail als Herausgeber in den Zeitungsmarkt einzusteigen. Nach einigen Monaten gaben sie auf und starteten mit der Evening Post erfolgreich die erste Tageszeitung in Wellington, in deren Geschäftsbetrieb später auch der dritte Sohn Blundells eintrat.
Die Zeitung war bis 1907 unangefochten die einzige Tageszeitung in Wellington, bekam dann aber durch The Dominion in den späteren Jahren Konkurrenz.
The Evening Post blieb bis 1972 im Familienbesitz und wurde über die Blundell Bros Limited kontrolliert. 1972 wurde die Zeitung dann zusammen mit dem Dominion von der Independent Newspapers Limited (INL) aufgekauft und schließlich nach 137 Jahren 2002 aus wirtschaftlichen Gründen aufgegeben und mit dem Dominion zur The Dominion Post verschmolzen. 2003 verkaufte INL sein gesamtes Zeitungsspektrum für über 1 Milliarde NZ$ an den australischen Medienkonzern Fairfax Media Limited, darunter auch The Dominion Post.
Der neue Besitzer der Dominion Post hatte schließlich kein Interesse mehr an dem Zeitungsarchiv der Evening Post und übergab die Zeitungsausschnitte aus den Jahren 1927 bis 1977 noch im selben Jahr an die Wellington City Libraries.
Die Fotografien aus dem Bestand der Evening Post und des Dominion über den Zeitraum von Mitte der 1950er-Jahre bis zum Jahr 2000 wurden im November 2002 und im März 2003 der Alexander Turnbull Library übergeben.

### The Dominion
Mit dem Tag der Unabhängigkeit Neuseelands, am 26. September 1907, kam eine zweite Tageszeitung auf den Wellingtoner Zeitungsmarkt. Die mehr konservativ ausgerichtete Zeitung wurde von der Wellington Publishing Company für die Zielgruppe der Farmer und Geschäftsleute platziert. Durch diese marktpolitische Ausrichtung und durch den Fakt, dass The Dominion eine morgendlich erscheinende Tageszeitung war (The Evening Post erschien abends), kamen sich die beiden Zeitungen anfangs nicht in die Quere. Jeder hatte seine eigene Klientel.
1927 übernahm The Dominion die 1874 gegründete New Zealand Times und änderte als ständiger Beobachter der neuseeländischen Regierung seine Ausrichtung zum politisch unabhängigen Blatt. Von dieser Zeit an wurde der Markt für die Evening Post enger und der Dominion nahm an Bedeutung und Auflage zu. 1964 stieg Rupert Murdoch, australischer Medienmogul, in die Beteiligung des Dominion.
1972 wurde die Blundell Bros Limited und die Wellington Publishing Company dann zusammengeführt, wogegen die beiden konkurrierenden Blätter noch bis 2002 herausgegeben wurden (s. o.).

## Heute
Nach reichlicher kontroverser Diskussion über das Verschwinden der beiden historischen Zeitungen, hat die Dominion Post in Ermangelung von Konkurrenz den Zeitungsmarkt in Wellington und seiner großräumigen Umgebung fest im Griff und stellt sich über die geografische Nähe zum Parlament und zur Regierung als Experte in Sachen neuseeländischer Politik zur Verfügung. Mit seiner bis zu 140 Seiten umfassenden Samstagsausgabe stellt die Zeitung heute nicht nur ein politisches Schwergewicht auf dem neuseeländischen Zeitungsmarkt dar.